# Tert-Butylate de cuivre(I)
Le tert-butylate de cuivre(I) est un composé chimique de formule CuOC(CH3)3. Il se présente sous la forme d'un solide blanc qui se sublime facilement. Il est utilisé comme réactif dans la synthèse d'autres organocuprates.
Ce composé a été obtenu pour la première fois par métathèse de tert-butylate de lithium LiOC(CH3)3 et de chlorure de cuivre(I) CuCl. Il forme un octamère par alcoolyse du mésityle de cuivre :
8 CuC6H2Me3 + 8 HOBu-t ⟶ 8 HC6H2Me3 + [CuOBu-t]8.